# Juan Carlos Aramburu
Juan Carlos Aramburu (Villa Reducción, 11 febbraio 1912 – Buenos Aires, 18 novembre 2004) è stato un cardinale e arcivescovo cattolico argentino.

## Biografia
Nacque a Villa Reducción l'11 febbraio 1912.
Papa Paolo VI lo elevò al rango di cardinale nel concistoro del 24 maggio 1976.
Dal 1975 al 1990 fu arcivescovo di Buenos Aires, arcidiocesi della quale era stato coadiutore dal 1967. Allo stesso tempo fu ordinario per i cattolici di rito orientale presenti in Argentina.
Coinvolto nelle vicende della dittatura militare argentina del generale Videla e dell'ammiraglio Massera aveva concesso in uso la villa estiva diocesana sull'isola locale davanti a Buenos Aires poi denominata "del Silenzio" dove furono sequestrati tanti "desaparecidos" torturati e uccisi dalla giunta militare, tra i quali preti, suore e religiosi di varie Chiese con civili.
Presiedette la Conferenza episcopale che fu chiamata in causa con il nunzio apostolico del Vaticano nell'inchiesta governativa dopo la caduta del regime per l'appoggio dato ai golpisti.
Morì il 18 novembre 2004 all'età di 92 anni e venne sepolto nella cattedrale di Buenos Aires.
Papa Francesco, Jorge Mario Bergoglio, che fu suo successore come cardinale arcivescovo di Buenos Aires, ha promesso pubblicamente alle Associazioni delle Madri di Plaza de Mayo di far luce sulle complicità della Chiesa aprendo gli archivi vaticani sul periodo della dittatura che va dal 1976 al 1983.

## Genealogia episcopale e successione apostolica
La genealogia episcopale è:
- Cardinale Scipione Rebiba
- Cardinale Giulio Antonio Santori
- Cardinale Girolamo Bernerio, O.P.
- Arcivescovo Galeazzo Sanvitale
- Cardinale Ludovico Ludovisi
- Cardinale Luigi Caetani
- Cardinale Ulderico Carpegna
- Cardinale Paluzzo Paluzzi Altieri degli Albertoni
- Papa Benedetto XIII
- Papa Benedetto XIV
- Papa Clemente XIII
- Cardinale Bernardino Giraud
- Cardinale Alessandro Mattei
- Cardinale Pietro Francesco Galleffi
- Cardinale Giacomo Filippo Fransoni
- Cardinale Carlo Sacconi
- Cardinale Edward Henry Howard
- Cardinale Mariano Rampolla del Tindaro
- Cardinale Antonio Vico
- Arcivescovo Filippo Cortesi
- Arcivescovo Fermín Emilio Lafitte
- Cardinale Juan Carlos Aramburu

La successione apostolica è:
- Vescovo Juan Carlos Ferro (1963)
- Vescovo Juan Rodolfo Laise, O.F.M.Cap. (1971)
- Vescovo Mario José Serra (1975)
- Vescovo Guillermo Leaden, S.D.B. (1975)
- Vescovo Arnaldo Clemente Canale (1977)
- Vescovo José Manuel Lorenzo (1977)
- Arcivescovo Domingo Salvador Castagna (1978)
- Arcivescovo Carmelo Juan Giaquinta (1980)
- Arcivescovo Eduardo Vicente Mirás (1984)
- Cardinale Luis Héctor Villalba (1984)
- Arcivescovo Alfonso Rogelio Delgado Evers (1986)